# Courgevaux
Courgevaux (toponimo francese; in tedesco Gurwolf) è un comune svizzero di 1 424 abitanti del Canton Friburgo, nel distretto di Lac.

## Storia
Nel 1832 a Courgevaux fu unito il comune soppresso di Coussiberlé, tornato autonomo nel 1871.

## Società

### Evoluzione demografica
L'evoluzione demografica è riportata nella seguente tabella:
Abitanti censiti

### Lingue e dialetti
Courgevaux è un comune bilingue (francese e tedesco).

## Amministrazione
Ogni famiglia originaria del luogo fa parte del comune patriziale che ha la responsabilità della manutenzione di ogni bene comune.